# MEMORIES 3 -Kahara Back to 1995-
『MEMORIES 3 -Kahara Back to 1995-』（メモリーズ スリー カハラ バック トゥー 1995）は、華原朋美の3作目となるカバーアルバム。2015年12月2日にユニバーサルJより発売。

## 概要
『MEMORIES 1』『MEMORIES 2』に続くカバー・シリーズ第3弾。自身のデビュー20周年ラストを飾る作品として発売される。アルバム・コンセプトは、“デビューYear・1995年にリリースされたJ-POP大ヒットナンバーで送る20年前へのタイム・トラベル”。サウンド・プロデュースは引き続き武部聡志が担当。95年デビュー時の「keep yourself alive」や「I BELIEVE」の世界を彷彿とさせ、華原朋美の真骨頂といえるダンスビートを主軸にアレンジが展開されている。
アルバムのオープニングを飾る「ズルい女」では、オリジナルアーティストであるシャ乱Qのリーダー・はたけがギターで参加。この共演に関して、はたけは、「これまでシャ乱Qの曲をつんく♂以外のヴォーカリストが歌う作品に参加することは避けてきたが、つんくの病気を機に別の方向性を考える機会をもらった。本人（華原）歌唱のデモ音源を聴かせてもらって、つんくのヴォーカルスタイルを本当に大事にしてくれてるのが伝わる内容」だったため、カバー曲に参加した経緯を明かした。ミュージックビデオでも共演しており、ビデオ自体も工場での撮影や、ビジュアル作りなど、シャ乱Q「ズルい女」へのオマージュを込めた映像となっている。
「ら・ら・ら」では、「元々ファンだった」という華原のオファーに応えて、オリジナルアーティスト・大黒摩季がコーラスで参加した。
他にも本作では、『MEMORIES 1』を上回る4曲の小室プロデュース楽曲を選曲。「デビュー当時、私がよく聴かせて頂いた大好きな曲を選曲しました。このアルバムを聴いて誰もがあの時に帰れるはずです。」と本人コメント。
売上枚数は5918枚。
本作以降よりアルバムリリースは行っておらず、発売から5年後の2020年8月31日付を以って、ユニバーサルミュージックとの契約を満了した為、実質的に今作が最後の作品となった（シングルは翌年リリースの『君がそばで』）。

## 収録曲
|                     | タイトル                                     | 制作                                   | 時間 | オリジナル                      |
| ------------------- | -------------------------------------------- | -------------------------------------- | ---- | ------------------------------- |
| 1                   | Back to 1995 Intro                           | 編曲:Tak Miyazawa                      | 0:20 |                                 |
| 2                   | ズルい女 feat. はたけ (シャ乱Q)              | 作詞・作曲:つんく                      | 4:02 | シャ乱Q (5月3日)                |
| 3                   | Feel Like dance                              | 作詞:小室哲哉 & MARC 作曲:小室哲哉     | 5:38 | globe (8月9日)                  |
| 4                   | ら・ら・ら feat. 大黒摩季                    | 作詞・作曲:大黒摩季                    | 3:59 | 大黒摩季 (2月20日)              |
| 5                   | WOW WAR TONIGHT 〜時には起こせよムーヴメント | 作詞・作曲:小室哲哉                    | 5:01 | H Jungle with t (3月15日)       |
| 6                   | もっと もっと…                               | 作詞・作曲:小室哲哉                    | 5:29 | 篠原涼子 With 小室哲哉 (2月8日) |
| 7                   | Hello, Again 〜昔からある場所〜              | 作詞:小林武史 作曲:藤井謙二 & 小林武史 | 4:47 | My Little Lover (8月21日)       |
| 8                   | masquerade                                   | 作詞・作曲:小室哲哉                    | 5:12 | TRF (2月1日)                    |
| 9                   | TOMORROW                                     | 作詞:岡本真夜 & 真名杏樹 作曲:岡本真夜 | 4:37 | 岡本真夜 (5月10日)              |
| 10                  | ゲレンデがとけるほど恋したい                 | 作詞・作曲:広瀬香美                    | 5:03 | 広瀬香美 (12月1日)              |
| 11                  | LOVE LOVE LOVE                               | 作詞:吉田美和 作曲:中村正人            | 3:25 | DREAMS COME TRUE (7月24日)      |
| 全編曲:Tak Miyazawa |                                              |                                        |      |                                 |

### 初回限定盤DVD
「デビュー20周年記念LIVE」 at Billboard Live TOKYO Documentary Film